# Seznam diplomatskih predstavništev v San Marinu
Seznam diplomatskih predstavništev v San Marinu navaja diplomatska predstavništva s sedežem v San Marinu. Trenutno so v tej žepni državi tri veleposlaništva. Številne druge države imajo veleposlanike, pooblaščene za San Marino in večinoma prebivajo v Rimu. Nekatere države med akreditacijo veleposlanika iz Rima vodijo vsakodnevne odnose in zagotavljajo konzularne storitve generalnih konzulatov v bližnjih italijanskih mestih, kot sta Milano ali Firence, ali zaposlujejo častne konzule; trenutno je v San Marinu osem častnih konzulatov: Avstrije, Bolgarije, Hrvaške, Francije, Japonske, Mehike, Monaka in Romunije.

## Veleposlaništva
| - Sveti sedež - Italija - Malteški viteški red (Falciano) |

## Častni konzulati v San Marinu
- Avstrija
- Bolgarija
- Hrvaška
- Francija
- Japonska
- Mehika
- Monako
- Romunija
- Rusija

## Nerezidenčna veleposlaništva
(Locirana v Rimu, razen če je navedeno drugače)
1. Albanija
2. Alžirija
3. Afganistan
4. Armenija
5. Andora (Andorra la Vella)
6. Angola
7. Argentina
8. Avstralija
9. Avstrija
10. Azerbajdžan
11. Bangladeš
12. Belorusija
13. Belgija
14. Bahrajn
15. Brazilija
16. Bolivija
17. Bolgarija
18. Ciper
19. Češka
20. Čile
21. Črna gora
22. Danska
23. Egipt
24. Estonija
25. Finska
26. Filipini
27. Francija
28. Gruzija
29. Gvineja
30. Gvatemala
31. Grčija
32. Haiti
33. Honduras
34. Hrvaška
35. Islandija (Bruselj)
36. Indija
37. Indonezija
38. Irak
39. Irska
40. Izrael
41. Japonska
42. Jemen
43. Jordanija
44. Južna Afrika
45. Južna Koreja
46. Kanada
47. Katar
48. Ljudska republika Kitajska
49. Kolumbija
50. Kuba
51. Kosovo[a]
52. Kenija
53. Kirgizistan (Ženeva)
54. Kuvajt
55. Latvija
56. Lesoto
57. Libanon
58. Libija
59. Litva
60. Luksemburg
61. Madžarska
62. Mali
63. Malezija
64. Malta
65. Maldivi (Ženeva)
66. Mavretanija
67. Mehika
68. Monako
69. Maroko
70. Nemčija
71. Nizozemska
72. Norveška
73. Nova Zelandija
74. Nikaragva
75. Oman
76. Palestina
77. Pakistan
78. Panama
79. Peru
80. Poljska
81. Portugalska
82. Romunija
83. Rusija (Ženeva)
84. Saudova Arabija
85. Severna Koreja
86. Slonokoščena obala
87. Srbija
88. Slovaška
89. Slovenija
90. Sierra Leone (Berlin)
91. Španija
92. Švedska
93. Švica
94. Tajska
95. Togo (Pariz)
96. Tunizija
97. Turčija
98. Turkmenistan
99. Tadžikistan (Pariz)
100. Tonga (Pariz)
101. Ukrajina
102. Združeni arabski emirati
103. Združeno kraljestvo
104. Urugvaj
105. Uzbekistan
106. Uganda
107. Venezuela
108. Vietnam
109. Vzhodni Timor (Ženeva)
110. Zambija
111. ZDA
112. Zimbabve

## Predstavništva
- Južna Osetija^ [1]